# Adina Caloenescu
Adina Caloenescu (n. 18 februarie 1934, Buzău – d. 13 octombrie 2011, Düsseldorf) a fost o pictoriță, graficiană și gravoare română din secolului al XX-lea, membră a Uniunii Artiștilor Plastici din România.

## Date biografice
Adina Caloenescu a urmat studii de artă și de filozofie la Facultatea de Arte Plastice din București între 1961 și 1965, secția pictură, la clasa profesorului Mihai Rusu.
După 1998 s-a dedicat studiului și practicării budhismului ezoteric japonez care va avea influență asupra demersului său artistic.
În 1971 a întreprins o călătorie de studii în Cehoslovacia. În anul 1973 a devenit membră a BBK din Nordrhein-Westphallen (Uniunea Artiștilor Plastici), a grupului de artiști Der Malkasten și a obținut legitimația de artist a IAA și a AIAP (Asociația Internațională a Artiștilor Plastici) de pe lângă UNESCO. Tot în 1973 a fost numită membru titular al Asociației Române de Pictură și Grafică, iar în 1980 a devenit membru al Paintbox.
A părăsit definitiv România în 1980 și s-a stabilit la Düsseldorf.
Din 1981 a colaborat cu profesorul Rolf Sackenheim la Academia de Arte Frumoase (Kunstakademie) din Düsseldorf.

## Aprecieri critice
Potrivit criticului Octavian Barbosa, pictura, dar mai ales grafica artistei aduc dovada unei sensibilități remarcabile, a unei gândiri plastice clare. Experiențele sale se situează pe o linie postcubistă, iar prin unele laturi, se apropie și de coordonatele expresionismului abstract. La expoziția din 1974, preocuparea pentru construcție în relație directă cu arhitectura, în spiritul constructivismului lui Gabo și Pevsner, a devenit dominantă, indicând stabilitatea unor parametri de evoluție.

## Expoziții
Adina Caloenescu a debutat la bienala din 1966, participând, apoi, la alte bienale, precum și la expoziții ale tineretului sau saloane de grafică. A expus la Varșovia, în 1967 și în nume personal, la București, în 1968, cu pictură, în 1970, cu grafică și în 1974, cu artă constructivă.
Între 1972 și 1986 a participat la manifestările internaționale de grafică și desen din: Baden-Baden, Barcelona, Fredrikstad, Grenchen, Krakowia,  Ljubljana, Mulhouse, precum și la alte expoziții de grup.
Participări la concursuri:
- „Joan Miro”, Barcelona, (1972, 1983)

- Trienala - Grenchen, Elveția (1973)
- Bienala internațională - Cracovia, Polonia (1974, 1976, 1978)
- Bienala internațională - Ljubljana, Iugoslavia (1975, 1976, 1979)
- Academia de Artă din Copenhaga, Danemarca (1976)
- Bienala de Grafică Europeană,  Mulhouse, Franța (1978-1982)
- Muzeul Național de Artă din Oslo, Norvegia (1979)
- Bienala internațională - Friederikstand, Norvegia (1980-1986)
- Bienala internațională - Berlin și Baden-Baden (1981-1986)
- International Kunsmesse, Basel, Elveția (1982)
- Kunstmuseum Bochum „Prinz Hoffnung” (1983-1984)
- Expoziția de Artă  - Curtea de Onoare din Düsseldorf (1984)
- Muzeul de Grafică Contemporană, Norvegia (1985)
- Galeria ART 204, Düsseldorf (1987)[3]

Expoziții de grup:
- 9 artiști europeni își prezintă arta lor - Haga, Olanda și Mitropolitam Museum din Tokio, Japonia (1987)
- Expoziția Internațională de miniatură  -  Friederikstand, Norvegia (1988)
- Galeria ART 204, Düsseldorf - fresce și picturi (1988)
- Colegiul de Art, Berlin - Premiul „Karl Hofer” (1989)
- Zolhof - Düsseldorf (1990)
- Orangerie Bernrath, Düsseldorf (1991)
- Focus Est - Curtea de Onoare din Düsseldorf (1992)
- Galeria ART 204, Düsseldorf (1993)
- Colecia de Artă Coburg - Rolf Sackheim și prietenii săi studenții (1994)
- Galeria ART 204, Düsseldorf (1995)
- Center Congress, Düsseldorf (1996)
- Galeria „Kaleidoscop”, Mathildenhoőhe, (1997, 1999)
- Marea expoziție de artă, Düsseldorf (2001, 2002)
- Galeria „Kaleidoscop”, Pfungsstandte, (2005)
- Bienala de Artă Contemporană - Florența, Italia, (2007)[3]

1984 Salonul artistic anual, 
1985 Schloß Borbeck, Essen, Stadthalle Mettmann
1986 Wire-Art Düsseldorf, (8 Obiecte din sârmă de oțel cuprată)
1988 Galeria Pinax, Skelleftea/Suedia
2012 Galeria Emilia Suciu, Arta contemporană din România

## Lucrări în colecții
Este prezentă cu lucrări în colecții publice sau particulare din Elveția, Franța, Germania, Italia, Norvegia, România, Statele Unite, Suedia.

## Aprecieri critice
„Pe baza raporturilor plastice pe care le stabilește [Caloenescu] între diferitele suprafețe ale lucrurilor, motivul se constituie într-o atmosferă a unei realități posibile. Ea nu reproduce realitatea exterioară, formele obiectelor, ci le descompune pentru a construi, ca din niște elemente plastice disparate, noi obiecte care aspiră să se ridice la condiția estetică a artei<ref name="Barbosa/">.”

## Specimen de semnătură autografă

Semnătura autografă a artistei Adina Caloenescu